# Hairspray (1988)
Hairspray ist ein US-amerikanischer Spielfilm aus dem Jahre 1988, der von John Waters gedreht und geschrieben wurde. Die Mischung aus Komödie und Drama erreichte im Gegensatz zu Waters’ radikaleren Frühwerken ein Massenpublikum. Basierend auf diesem Film wurden ein Broadway-Musical sowie eine Neuverfilmung produziert. Es ist der letzte Film von John Waters, in dem dessen Freund und Muse Divine (Harris Glenn Milstead) mitwirkte, und bis zu dem Zeitpunkt der einzige John Waters Film – bis auf Desperate Living – wo Divine nicht die Hauptrolle spielte. Divine starb am 7. März 1988, 16 Tage nach der Premiere von Hairspray.

## Handlung
Baltimore im Jahr 1962. Die übergewichtige Tracy Turnblad, ein Teenager aus der „oberen unteren Mittelschicht“, so der Film, ist ein begeisterter Fan der Tanzsendung Corny Collins Show im Lokalfernsehen. Eines Tages besucht sie ein Vorsprechen und überzeugt die Mitglieder der Show mit ihrem selbstbewussten Auftreten und guten Tanzschritten, sodass sie als Tänzerin in der Sendung auftreten darf und schnell bei den Fans sehr populär wird. Damit wird sie zur Konkurrentin von Amber von Tussle, die bis zu Tracys Auftreten die beliebteste Tänzerin in der Sendung war und eher dem klassischen Schönheitsideal entspricht. Tracy geht offensiv mit ihrem Übergewicht um und modelt im Fernsehen für Hefty Hideaway, einen Kleiderladen für Übergrößen. Sie wird endgültig zur Feindin von Amber, als sie mit deren Ex-Freund Link Larkin, einem anderen Tänzer der Sendung, zusammenkommt. Tracy und Amber kämpfen um den Titel der Miss Autoshow, die von den Zuschauern der Sendung gewählt wird.
Parallel zum Kampf um den Titel der Miss Autoshow entwickeln sich Rassenkonflikte. Trotz der Entscheidung des obersten Gerichtshofs der USA gegen die Rassentrennung dürfen an der Corny Collins Show auf Geheiß der Senderleitung nur Weiße teilnehmen. Selbst das Aushängeschild, der Moderator Corny Collins, kann den rassistischen Senderchef Hodgepile nicht umstimmen. Lediglich am letzten Donnerstag im Monat wird eine Spezialausgabe der Corny-Collins-Show für die schwarze Bevölkerung gesendet. Motormouth Maybelle, die Moderatorin dieser Sendung und gleichzeitig Besitzerin eines Plattenladens im Schwarzenviertel von Baltimore, will das nicht länger hinnehmen. Sie ruft die Schwarzen Baltimores dazu auf, zu einer in dem Freizeitpark von Ambers rassistischen Eltern (die Schwarzen dort den Zutritt verweigern) stattfindenden Open-Air-Sendung der Corny-Collins-Show zu gehen. Tracys beste Freundin Penny, eine Weiße, hat sich unterdessen in ihren schwarzen Mitschüler Seaweed, den Sohn von Motormouth Maybelle, verliebt. Als Pennys Eltern davon erfahren, sperren sie ihre Tochter daheim ein und lassen sie von einem Psychiater behandeln, doch Seaweed kann sie später befreien.
Tracy schlägt sich in der Rassenfrage auf die Seite von Motormouth, wobei sie nach anfänglichem Zögern auch die Unterstützung ihrer Eltern bekommt. Bei den Protesten im Freizeitpark kommt es zu Krawallen; Link wird schwer verletzt, Tracy verhaftet und im Jugendheim festgehalten. Die Abstimmung zur Miss Autoshow ist endgültig politisiert. Bei der kurz darauf folgenden Wahl der Miss Autoshow erhielt Tracy eigentlich die meisten Stimmen – doch weil sie im Erziehungsheim ist, disqualifiziert Hodgepile sie und erklärt die zweitplatzierte Amber zur Siegerin. Doch Tracys Freunde demonstrieren für ihre Freilassung und bedrängen schließlich erfolgreich den Gouverneur hinsichtlich einer Begnadigung. Tracy erscheint noch rechtzeitig zur Krönung der Miss Autoshow, stiehlt Amber die Schau und erhält schließlich doch die Krone. Ambers radikalisierte Eltern wollen die Sendung mit einer Bombe sabotieren, doch diese explodiert im Haar von Mrs. Van Tussle und beide werden von der Polizei abgeführt. Corny Collins erklärt die Rassentrennung in der Sendung für aufgehoben, erstmals stehen schwarze und weiße Menschen gemeinsam vor der Fernsehkamera.

## Kritik
„Eine manchmal schrille, weitgehend witzige Teenager-Komödie, die dicke Menschen liebenswert zeichnet, Überheblichkeit und Ignoranz anprangert und Toleranz als unabdingbar im menschlichen Miteinander beschreibt.“

## Auszeichnungen
Der Film wurde im Jahr 1989 in sechs Kategorien für den Independent Spirit Award nominiert, darunter für Regie und Drehbuch. Im Jahr 1988 wurde John Waters für einen Preis des Sundance Film Festivals nominiert. 2022 wurde Hairspray in das National Film Registry aufgenommen.

## Diverses
2002 gelangte das Musical Hairspray, dessen Handlung auf dem Film basiert, an den Broadway. Die Verfilmung dieser Bühnenversion und damit ein Remake des 1988er Films kam am 6. September 2007 in die deutschen Kinos.